# Vòng loại Giải vô địch bóng đá thế giới 2026 – Khu vực Bắc, Trung Mỹ và Caribe
Khu vực Bắc, Trung Mỹ và Caribe (CONCACAF) của Vòng loại Giải vô địch bóng đá thế giới 2026 sẽ đóng vai trò là vòng loại cho FIFA World Cup 2026, được tổ chức tại Canada, Mexico và Hoa Kỳ. Khu vực CONCACAF có ba suất trực tiếp và hai suất dự vòng play-off liên lục địa để tranh vé tham dự vòng chung kết.

## Thể thức
Vào ngày 9 tháng 5 năm 2017, Hội đồng FIFA đã phê duyệt phân bổ suất tham dự cho Giải vô địch bóng đá thế giới 2026, trong đó khu vực CONCACAF được cấp sáu suất trực tiếp và hai suất dự vòng play-off liên lục địa. Tuy nhiên, khác với các kỳ World Cup trước, sẽ không có suất riêng dành cho quốc gia chủ nhà; thay vào đó, các quốc gia đồng chủ nhà nếu được đặc cách vào thẳng vòng chung kết thì suất của họ sẽ được tính vào tổng số suất của liên đoàn khu vực. Trong trường hợp giải đấu được tổ chức bởi nhiều quốc gia, Hội đồng FIFA sẽ quyết định những quốc gia chủ nhà nào được đặc cách vào vòng chung kết. Vào ngày 13 tháng 6 năm 2018, ba quốc gia thành viên của CONCACAF bao gồm Canada, México và Hoa Kỳ, đã được chọn làm đồng chủ nhà cho World Cup 2026 bởi Đại hội FIFA lần thứ 68.
Vào ngày 14 tháng 2 năm 2023, Hội đồng FIFA đã trao suất vào thẳng vòng chung kết cho cả ba quốc gia chủ nhà, để lại ba suất trực tiếp và hai suất dự vòng play-off liên lục địa sẽ được quyết định thông qua vòng loại khu vực CONCACAF. Vào ngày 28 tháng 2, CONCACAF đã công bố thể thức vòng loại cho World Cup 2026.
- Vòng 1: Bốn đội tuyển CONCACAF, xếp hạng từ 29 đến 32 theo bảng xếp hạng FIFA tháng 12 năm 2023, được chia thành hai cặp đấu theo thể thức hai lượt. Hai đội thắng sẽ giành quyền vào vòng 2.
- Vòng 2: 30 đội, bao gồm hai đội thắng từ vòng 1 và các đội CONCACAF xếp hạng từ 1 đến 28 (dựa theo bảng xếp hạng FIFA tháng 12 năm 2023), được chia thành sáu bảng, mỗi bảng năm đội. Các đội sẽ thi đấu vòng tròn một lượt (hai trận sân nhà và hai trận sân khách). Đội nhất và nhì mỗi bảng sẽ giành quyền vào vòng 3.
- Vòng 3: 12 đội vượt qua vòng 2 sẽ được chia thành ba bảng, mỗi bảng bốn đội, thi đấu vòng tròn hai lượt (sân nhà – sân khách). Ba đội nhất bảng sẽ giành vé dự World Cup 2026. Hai đội nhì bảng có thành tích tốt nhất sẽ vào vòng play-off liên lục địa.

## Các đội tuyển tham dự
Vì Canada, Mexico và Hoa Kỳ đã giành quyền vào thẳng vòng chung kết với tư cách đồng chủ nhà nên ba đội tuyển này không tham dự vòng loại.
32 đội tuyển quốc gia còn lại thuộc CONCACAF và được FIFA công nhận đã tham dự vòng loại.
Dựa trên bảng xếp hạng FIFA tháng 12 năm 2023:
- 28 đội có thứ hạng cao nhất được miễn thi đấu vòng 1 và vào thẳng vòng 2.
- 4 đội có thứ hạng thấp nhất phải thi đấu vòng 1, theo thể thức sân nhà – sân khách.

| Nhóm hạt giống 1 - Vòng 2 | Nhóm hạt giống 2 - Vòng 2 | Nhóm hạt giống 3 - Vòng 2 |
| --- | --- | --- |
| 1. Panamá (41) 2. Costa Rica (52) 3. Jamaica (55) 4. Honduras (76) 5. El Salvador (78) 6. Haiti (89)                           | 1. Curaçao (90) 2. Trinidad và Tobago (96) 3. Guatemala (108) 4. Nicaragua (134) 5. Antigua và Barbuda (142) 6. Suriname (143) | 1. Saint Kitts và Nevis (147) 2. Cộng hòa Dominica (151) 3. Guyana (157) 4. Puerto Rico (160) 5. Saint Lucia (167) 6. Cuba (169) |
| Nhóm hạt giống 4 - Vòng 2 | Nhóm hạt giống 5 - Vòng 2 | Thi đấu Vòng 1 |
| 1. Bermuda (171) 2. Saint Vincent và Grenadines (173) 3. Grenada (174) 4. Montserrat (176) 5. Barbados (178) 6. Dominica (180) | 1. Belize (182) 2. Aruba (193) 3. Quần đảo Cayman (197) 4. Bahamas (202)                                                       | 1. Quần đảo Turks và Caicos (206) 2. Quần đảo Virgin thuộc Anh (207) 3. Quần đảo Virgin thuộc Mỹ (208) 4. Anguilla (209)         |

Ghi chú: Các đội được in nghiêng chỉ thi đấu ở vòng 1.

## Lịch thi đấu
Lịch thi đấu của vòng loại CONCACAF như sau.
| Vòng   | Lượt đấu    | Ngày                    |
| ------ | ----------- | ----------------------- |
| Vòng 1 | Lượt đi     | 22 tháng 3 năm 2024     |
| Vòng 1 | Lượt về     | 26 tháng 3 năm 2024     |
| Vòng 2 | Giai đoạn 1 | 5–11 tháng 6 năm 2024   |
| Vòng 2 | Giai đoạn 2 | 4–10 tháng 6 năm 2025   |
| Vòng 3 | Lượt đấu 1  | 1–9 tháng 9 năm 2025    |
| Vòng 3 | Lượt đấu 2  | 1–9 tháng 9 năm 2025    |
| Vòng 3 | Lượt đấu 3  | 6–14 tháng 10 năm 2025  |
| Vòng 3 | Lượt đấu 4  | 6–14 tháng 10 năm 2025  |
| Vòng 3 | Lượt đấu 5  | 10–18 tháng 11 năm 2025 |
| Vòng 3 | Lượt đấu 6  | 10–18 tháng 11 năm 2025 |

## Vòng 1
Bốn đội CONCACAF xếp hạng thấp nhất, từ 29 đến 32 dựa trên bảng xếp hạng FIFA tháng 12 năm 2023, được chia thành hai cặp đấu diễn ra theo thể thức lượt đi – lượt về trên sân nhà và sân khách. Các cặp đấu đã được xác định trước, với đội xếp hạng 29 gặp đội xếp hạng 32, và đội xếp hạng 30 gặp đội xếp hạng 31. Hai đội thắng sẽ giành quyền vào vòng 2.
| Đội 1                    | TTSTooltip Aggregate score | Đội 2                     | Lượt 1 | Lượt 2       |
| ------------------------ | -------------------------- | ------------------------- | ------ | ------------ |
| Anguilla                 | 1–1 (4–3 p)                | Quần đảo Turks và Caicos  | 0–0    | 1–1 (s.h.p.) |
| Quần đảo Virgin thuộc Mỹ | 1–1 (2–4 p)                | Quần đảo Virgin thuộc Anh | 1–1    | 0–0 (s.h.p.) |

## Vòng 2
Lễ bốc thăm diễn ra vào ngày 25 tháng 1 năm 2024 tại Zürich, Thụy Sĩ.
Hai mươi tám đội tuyển đứng đầu bảng xếp hạng FIFA tháng 12 năm 2023 khu vực CONCACAF bước vào vòng hai, cùng với hai đội thắng ở vòng một. Các đội được chia thành sáu bảng, mỗi bảng gồm năm đội, thi đấu vòng tròn một lượt (hai trận sân nhà và hai trận sân khách). Sáu đội đứng đầu bảng và sáu đội nhì bảng sẽ giành quyền vào vòng ba.

### Bảng A
| VT | Đội                | ST | T | H | B | BT | BB | HS  | Đ  | Giành quyền tham dự    |     | Honduras | Bermuda | Cuba | Quần đảo Cayman | Antigua và Barbuda |
| -- | ------------------ | -- | - | - | - | -- | -- | --- | -- | ---------------------- | --- | -------- | ------- | ---- | --------------- | ------------------ |
| 1  | Honduras           | 4  | 4 | 0 | 0 | 12 | 2  | +10 | 12 | Giành quyền vào vòng 3 |     | —        | —       | 3–1  | —               | 2–0                |
| 2  | Bermuda            | 4  | 2 | 1 | 1 | 9  | 8  | +1  | 7  | Giành quyền vào vòng 3 |     | 1–6      | —       | —    | 5–0             | —                  |
| 3  | Cuba               | 4  | 2 | 0 | 2 | 6  | 5  | +1  | 6  |                        |     | —        | 1–2     | —    | 3–0             | —                  |
| 4  | Quần đảo Cayman    | 4  | 1 | 0 | 3 | 1  | 9  | −8  | 3  |                        | 0–1 | —        | —       | —    | 1–0             |                    |
| 5  | Antigua và Barbuda | 4  | 0 | 1 | 3 | 1  | 5  | −4  | 1  |                        | —   | 1–1      | 0–1     | —    | —               |                    |

1. ↑  Cuba đã được xử thắng 3–0 sau khi Quần đảo Cayman không thể đến Cuba do vấn đề thị thực phát sinh từ chính sách của chính phủ Hoa Kỳ về việc đi lại đến Cuba.[9]

### Bảng B
| VT | Đội                  | ST | T | H | B | BT | BB | HS  | Đ  | Giành quyền tham dự    |     | Costa Rica | Trinidad và Tobago | Grenada | Saint Kitts và Nevis | Bahamas |
| -- | -------------------- | -- | - | - | - | -- | -- | --- | -- | ---------------------- | --- | ---------- | ------------------ | ------- | -------------------- | ------- |
| 1  | Costa Rica           | 4  | 4 | 0 | 0 | 17 | 1  | +16 | 12 | Giành quyền vào vòng 3 |     | —          | 2–1                | —       | 4–0                  | —       |
| 2  | Trinidad và Tobago   | 4  | 2 | 1 | 1 | 16 | 7  | +9  | 7  | Giành quyền vào vòng 3 |     | —          | —                  | 2–2     | 6–2                  | —       |
| 3  | Grenada              | 4  | 2 | 1 | 1 | 11 | 7  | +4  | 7  |                        |     | 0–3        | —                  | —       | —                    | 6–0     |
| 4  | Saint Kitts và Nevis | 4  | 1 | 0 | 3 | 5  | 13 | −8  | 3  |                        | —   | —          | 2–3                | —       | 1–0                  |         |
| 5  | Bahamas              | 4  | 0 | 0 | 4 | 1  | 22 | −21 | 0  |                        | 0–8 | 1–7        | —                  | —       | —                    |         |

### Bảng C
| VT | Đội         | ST | T | H | B | BT | BB | HS  | Đ  | Giành quyền tham dự    |     | Curaçao | Haiti | Saint Lucia | Aruba | Barbados |
| -- | ----------- | -- | - | - | - | -- | -- | --- | -- | ---------------------- | --- | ------- | ----- | ----------- | ----- | -------- |
| 1  | Curaçao     | 4  | 4 | 0 | 0 | 15 | 2  | +13 | 12 | Giành quyền vào vòng 3 |     | —       | —     | 4–0         | —     | 4–1      |
| 2  | Haiti       | 4  | 3 | 0 | 1 | 11 | 7  | +4  | 9  | Giành quyền vào vòng 3 |     | 1–5     | —     | 2–1         | —     | —        |
| 3  | Saint Lucia | 4  | 1 | 1 | 2 | 5  | 9  | −4  | 4  |                        |     | —       | —     | —           | 2–2   | 2–1      |
| 4  | Aruba       | 4  | 0 | 2 | 2 | 3  | 10 | −7  | 2  |                        | 0–2 | 0–5     | —     | —           | —     |          |
| 5  | Barbados    | 4  | 0 | 1 | 3 | 4  | 10 | −6  | 1  |                        | —   | 1–3     | —     | 1–1         | —     |          |

### Bảng D
| VT | Đội        | ST | T | H | B | BT | BB | HS | Đ  | Giành quyền tham dự    |     | Panamá | Nicaragua | Guyana | Montserrat | Belize |
| -- | ---------- | -- | - | - | - | -- | -- | -- | -- | ---------------------- | --- | ------ | --------- | ------ | ---------- | ------ |
| 1  | Panamá     | 4  | 4 | 0 | 0 | 10 | 1  | +9 | 12 | Giành quyền vào vòng 3 |     | —      | 3–0       | 2–0    | —          | —      |
| 2  | Nicaragua  | 4  | 3 | 0 | 1 | 9  | 4  | +5 | 9  | Giành quyền vào vòng 3 |     | —      | —         | 1–0    | 4–1        | —      |
| 3  | Guyana     | 4  | 2 | 0 | 2 | 6  | 4  | +2 | 6  |                        |     | —      | —         | —      | 3–0        | 3–1    |
| 4  | Montserrat | 4  | 1 | 0 | 3 | 3  | 10 | −7 | 3  |                        | 1–3 | —      | —         | —      | 1–0        |        |
| 5  | Belize     | 4  | 0 | 0 | 4 | 1  | 10 | −9 | 0  |                        | 0–2 | 0–4    | —         | —      | —          |        |

### Bảng E
| VT | Đội                       | ST | T | H | B | BT | BB | HS  | Đ  | Giành quyền tham dự    |     | Jamaica | Guatemala | Cộng hòa Dominica | Dominica | Quần đảo Virgin thuộc Anh |
| -- | ------------------------- | -- | - | - | - | -- | -- | --- | -- | ---------------------- | --- | ------- | --------- | ----------------- | -------- | ------------------------- |
| 1  | Jamaica                   | 4  | 4 | 0 | 0 | 8  | 2  | +6  | 12 | Giành quyền vào vòng 3 |     | —       | 3–0       | 1–0               | —        | —                         |
| 2  | Guatemala                 | 4  | 3 | 0 | 1 | 13 | 5  | +8  | 9  | Giành quyền vào vòng 3 |     | —       | —         | 4–2               | 6–0      | —                         |
| 3  | Cộng hòa Dominica         | 4  | 2 | 0 | 2 | 11 | 5  | +6  | 6  |                        |     | —       | —         | —                 | 5–0      | 4–0                       |
| 4  | Dominica                  | 4  | 1 | 0 | 3 | 5  | 14 | −9  | 3  |                        | 2–3 | —       | —         | —                 | 3–0      |                           |
| 5  | Quần đảo Virgin thuộc Anh | 4  | 0 | 0 | 4 | 0  | 11 | −11 | 0  |                        | 0–1 | 0–3     | —         | —                 | —        |                           |

### Bảng F
| VT | Đội                         | ST | T | H | B | BT | BB | HS  | Đ  | Giành quyền tham dự    |     | Suriname | El Salvador | Puerto Rico | Saint Vincent và Grenadines | Anguilla |
| -- | --------------------------- | -- | - | - | - | -- | -- | --- | -- | ---------------------- | --- | -------- | ----------- | ----------- | --------------------------- | -------- |
| 1  | Suriname                    | 4  | 3 | 1 | 0 | 10 | 2  | +8  | 10 | Giành quyền vào vòng 3 |     | —        | —           | 1–0         | 4–1                         | —        |
| 2  | El Salvador                 | 4  | 2 | 2 | 0 | 7  | 2  | +5  | 8  | Giành quyền vào vòng 3 |     | 1–1      | —           | 0–0         | —                           | —        |
| 3  | Puerto Rico                 | 4  | 2 | 1 | 1 | 10 | 2  | +8  | 7  |                        |     | —        | —           | —           | 2–1                         | 8–0      |
| 4  | Saint Vincent và Grenadines | 4  | 1 | 0 | 3 | 9  | 9  | 0   | 3  |                        | —   | 1–3      | —           | —           | 6–0                         |          |
| 5  | Anguilla                    | 4  | 0 | 0 | 4 | 0  | 21 | −21 | 0  |                        | 0–4 | 0–3      | —           | —           | —                           |          |

## Vòng 3
Ở vòng ba, mười hai đội vượt qua vòng hai sẽ được bốc thăm chia vào ba bảng, mỗi bảng gồm bốn đội. Các đội sẽ thi đấu vòng tròn lượt đi và lượt về, ba đội đứng đầu mỗi bảng sẽ giành quyền tham dự World Cup. Hai đội nhì bảng có thành tích tốt nhất sẽ vào vòng play-off liên lục địa. Lễ bốc thăm cho vòng ba sẽ diễn ra vào ngày 12 tháng 6 năm 2025.

### Bảng A
| VT | Đội         | ST | T | H | B | BT | BB | HS | Đ | Giành quyền tham dự                                                 |     | Panamá | El Salvador | Guatemala | Suriname |
| -- | ----------- | -- | - | - | - | -- | -- | -- | - | ------------------------------------------------------------------- | --- | ------ | ----------- | --------- | -------- |
| 1  | Panamá      | 0  | 0 | 0 | 0 | 0  | 0  | 0  | 0 | FIFA World Cup 2026                                                 |     | —      | Th11        | Th9       | Th10     |
| 2  | El Salvador | 0  | 0 | 0 | 0 | 0  | 0  | 0  | 0 | Có thể giành quyền vào vòng play-off liên lục địa dựa trên thứ hạng |     | Th10   | —           | Th10      | Th9      |
| 3  | Guatemala   | 0  | 0 | 0 | 0 | 0  | 0  | 0  | 0 |                                                                     |     | Th11   | Th9         | —         | Th11     |
| 4  | Suriname    | 0  | 0 | 0 | 0 | 0  | 0  | 0  | 0 |                                                                     | Th9 | Th11   | Th10        | —         |          |

### Bảng B
| VT | Đội                | ST | T | H | B | BT | BB | HS | Đ | Giành quyền tham dự                                                 |     | Jamaica | Curaçao | Trinidad và Tobago | Bermuda |
| -- | ------------------ | -- | - | - | - | -- | -- | -- | - | ------------------------------------------------------------------- | --- | ------- | ------- | ------------------ | ------- |
| 1  | Jamaica            | 0  | 0 | 0 | 0 | 0  | 0  | 0  | 0 | FIFA World Cup 2026                                                 |     | —       | Th11    | Th9                | Th10    |
| 2  | Curaçao            | 0  | 0 | 0 | 0 | 0  | 0  | 0  | 0 | Có thể giành quyền vào vòng play-off liên lục địa dựa trên thứ hạng |     | Th10    | —       | Th10               | Th9     |
| 3  | Trinidad và Tobago | 0  | 0 | 0 | 0 | 0  | 0  | 0  | 0 |                                                                     |     | Th11    | Th9     | —                  | Th11    |
| 4  | Bermuda            | 0  | 0 | 0 | 0 | 0  | 0  | 0  | 0 |                                                                     | Th9 | Th11    | Th10    | —                  |         |

### Bảng C
| VT | Đội        | ST | T | H | B | BT | BB | HS | Đ | Giành quyền tham dự                                                 |     | Costa Rica | Honduras | Haiti | Nicaragua |
| -- | ---------- | -- | - | - | - | -- | -- | -- | - | ------------------------------------------------------------------- | --- | ---------- | -------- | ----- | --------- |
| 1  | Costa Rica | 0  | 0 | 0 | 0 | 0  | 0  | 0  | 0 | FIFA World Cup 2026                                                 |     | —          | Th11     | Th9   | Th10      |
| 2  | Honduras   | 0  | 0 | 0 | 0 | 0  | 0  | 0  | 0 | Có thể giành quyền vào vòng play-off liên lục địa dựa trên thứ hạng |     | Th10       | —        | Th10  | Th9       |
| 3  | Haiti      | 0  | 0 | 0 | 0 | 0  | 0  | 0  | 0 |                                                                     |     | Th11       | Th9      | —     | Th11      |
| 4  | Nicaragua  | 0  | 0 | 0 | 0 | 0  | 0  | 0  | 0 |                                                                     | Th9 | Th11       | Th10     | —     |           |

### Xếp hạng các đội nhì bảng
| VT | Bg | Đội         | ST | T | H | B | BT | BB | HS | Đ | Giành quyền tham dự        |
| -- | -- | ----------- | -- | - | - | - | -- | -- | -- | - | -------------------------- |
| 1  | A  | El Salvador | 0  | 0 | 0 | 0 | 0  | 0  | 0  | 0 | Vòng play-off liên lục địa |
| 2  | B  | Curaçao     | 0  | 0 | 0 | 0 | 0  | 0  | 0  | 0 | Vòng play-off liên lục địa |
| 3  | C  | Honduras    | 0  | 0 | 0 | 0 | 0  | 0  | 0  | 0 |                            |

## Vòng play-off liên lục địa
Hai đội nhì bảng có thành tích tốt nhất ở vòng 3 sẽ cùng một đội từ AFC, CAF, CONMEBOL và OFC tham dự vòng play-off liên lục địa. Các đội sẽ được xếp hạng dựa theo Bảng xếp hạng bóng đá nam FIFA, trong đó bốn đội có thứ hạng thấp nhất sẽ thi đấu hai trận đấu loại trực tiếp. Những đội chiến thắng sẽ gặp hai đội có thứ hạng cao nhất trong một loạt trận đấu loại trực tiếp khác; đội thắng trong các trận đấu này sẽ giành quyền tham dự FIFA World Cup 2026.

## Các đội tuyển vượt qua vòng loại

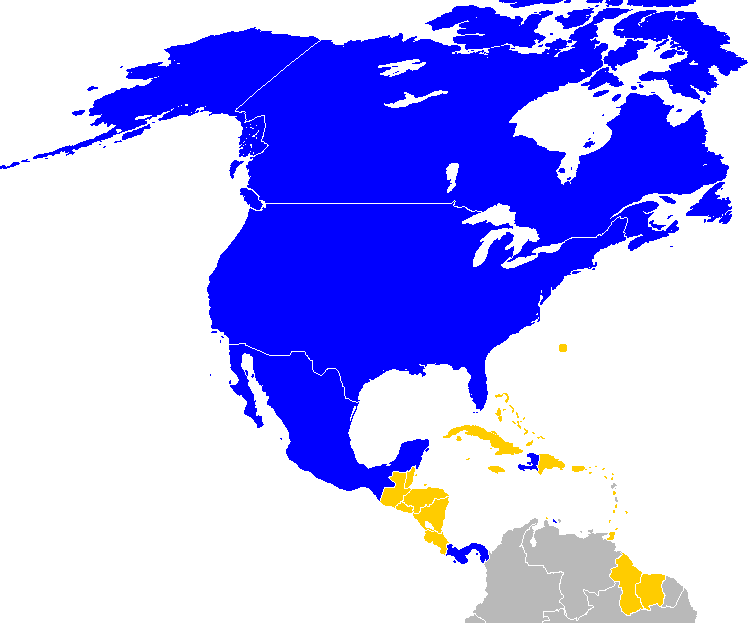
Giành quyền tham dự vòng chung kết
Có thể giành quyền tham dự vòng chung kết
Không vượt qua vòng loại
Không phải là thành viên CONCACAF

Dưới đây là các đội tuyển từ CONCACAF đã vượt qua vòng loại để tham dự vòng chung kết.
| Đội tuyển | Tư cách vượt qua vòng loại | Ngày vượt qua vòng loại | Số lần tham dự Giải vô địch bóng đá thế giới trước đây1                                                   |
| --------- | -------------------------- | ----------------------- | --- |
| Canada    | Đồng chủ nhà               | 14 tháng 2 năm 20232    | 2 (1986, 2022)                                                                                            |
| México    | Đồng chủ nhà               | 14 tháng 2 năm 20232    | 17 (1930, 1950, 1954, 1958, 1962, 1966, 1970, 1978, 1986, 1994, 1998, 2002, 2006, 2010, 2014, 2018, 2022) |
| Hoa Kỳ    | Đồng chủ nhà               | 14 tháng 2 năm 20232    | 11 (1930, 1934, 1950, 1990, 1994, 1998, 2002, 2006, 2010, 2014, 2022)                                     |
| CXĐ       | Nhất bảng A vòng 3         | 2025                    | |
| CXĐ       | Nhất bảng B vòng 3         | 2025                    | |
| CXĐ       | Nhất bảng C vòng 3         | 2025                    | |

1 In nghiêng thể hiện chủ nhà năm đó.
2 Mặc dù hồ sơ đồng đăng cai đã được lựa chọn vào ngày 13 tháng 6 năm 2018, các suất vào thẳng dành cho các đội chủ nhà vẫn chưa được xác nhận cho đến khi Hội đồng FIFA đưa ra quyết định vào ngày 14 tháng 2 năm 2023.

## Cầu thủ ghi bàn
Đang có 220 bàn thắng ghi được trong 63 trận đấu, trung bình 3.49 bàn thắng mỗi trận đấu (tính đến ngày 10 tháng 6 năm 2025). Các cầu thủ được thể hiện bằng chữ đậm vẫn đang thi đấu ở giải.
5 bàn
- Gervane Kastaneer
- Oalex Anderson

4 bàn
- Dorny Romero

3 bàn
- Orlando Galo
- Warren Madrigal
- Rangelo Janga
- Oscar Santis
- Warner Brown
- Shamar Nicholson
- Jaime Moreno
- Caniggia Elva

2 bàn
- Niall Reid-Stephen
- Reggie Lambe
- Zeiko Lewis
- Djair Parfitt
- Manfred Ugalde
- Álvaro Zamora
- Juninho Bacuna
- Rafael Núñez
- Troy Jules
- Audel Laville
- Brayan Gil
- Jermaine Francis
- Myles Hippolyte
- Darius Johnson
- Alejandro Galindo
- Rubio Rubin
- Deon Moore
- Louicius Don Deedson
- Duckens Nazon
- Edwin Rodríguez
- Bancy Hernández
- José Luis Rodríguez
- Leandro Antonetti
- Jeremy de León
- Wilfredo Rivera
- Tyrone Conraad
- Justin Lonwijk
- Jaden Montnor
- Levi García
- Nathaniel James
- Reon Moore
- Duane Muckette
- Dante Sealy
- Malcolm Shaw

1 bàn
- Luke Paris
- Raheem Deterville
- Walter Bennett
- Diederick Luydens
- Isai Marselia
- Wood Julmis
- Omani Leacock
- Devonte Richards
- Carlos Bernárdez
- Julian Carpenter
- Kole Hall
- Sachiel Ming
- Josimar Alcócer
- Alejandro Bran
- Alonso Martínez
- Jeyland Mitchell
- Joseph Mora
- Andy Rojas
- Gerald Taylor
- Jorge Aguirre
- Pedro Bravo
- Maikel Reyes
- Jeremy Antonisse
- Kevin Felida
- Kenji Gorré
- Jearl Margaritha
- Xander Severina
- Noah Dollenmayer
- Peter González
- Jimmy Kaparos
- Heinz Mörschel
- Edarlyn Reyes
- Javid George
- Elvin Alvarado
- Nelson Bonilla
- Jairo Henríquez
- Santos Ortíz
- Rafael Tejada
- Regan Charles-Cook
- Keishean Francois
- Kayden Harrack
- Joshua Isaac
- Saydrel Lewis
- Óscar Castellanos
- José Carlos Martínez
- José Morales
- José Carlos Pinto
- Nicolás Samayoa
- Allen Yanes
- Osaze De Rosario
- Nathan Ferguson
- Omari Glasgow
- Liam Gordon
- Jean-Kévin Duverne
- Danley Jean Jacques
- Bryan Labissiere
- Duke Lacroix
- Frantzdy Pierrot
- Ruben Providence
- Mondy Prunier
- Kervin Arriaga
- Rubilio Castillo
- Anthony Lozano
- Getsel Montes
- Andy Najar
- Bryan Róchez
- David Ruiz
- Alexy Vega
- Luis Vega
- Kaheim Dixon
- Jon Russell
- Brandon Barzey
- Mark Rogers
- Kaleem Simon
- Juan Barrera
- Harold Medina
- Jacob Montes
- Eric Davis
- Ismael Díaz
- Fidel Escobar
- José Fajardo
- Eduardo Guerrero
- Cristian Martínez
- Jovani Welch
- César Yanis
- Nicolás Cardona
- Steven Echevarría
- Darren Ríos
- Roberto Ydrach
- Joshwa Campbell
- Billy Forbes
- Hugo Liziario
- Jett Blaschka
- G'Vaune Amory
- Ethan Bristow
- Romaine Sawyers
- Tyreece Simpson
- Tiquanny Williams
- Peter Pearson
- Ridel Stanislas
- Kyle Edwards
- Kirtney Franklyn
- Micah Joseph
- Cornelius Stewart
- Sheraldo Becker
- Jeredy Hilterman
- Shaquille Pinas
- Ajani Fortune
- Alvin Jones
- Kevin Molino
- Ryan Telfer

1 bàn phản lưới nhà
- Steven Austin (trong trận gặp Suriname)
- Donervon Daniels (trong trận gặp Nicaragua)
- Wesley Robinson (trong trận gặp Honduras)

Dưới đây là danh sách đầy đủ các cầu thủ ghi bàn ở mỗi vòng đấu:
- Vòng 1
- Vòng 2